# Seznam katastrálních území v okrese Šumperk
V této tabulce je uveden kompletní výčet katastrálních území Okresu Šumperk, včetně rozlohy a sídel, které na nich leží.
| Název KÚ                            | Sídla                         | Obec              | km2   |
| ----------------------------------- | ----------------------------- | ----------------- | ----- |
| A                                   | A                             | A                 |       |
| Bartoňov                            | Bartoňov                      | Ruda nad Moravou  | 2,12  |
| Bedřichov u Oskavy                  | Bedřichov                     | Oskava            | 25,44 |
| Benkov                              | Benkov                        | Dlouhomilov       | 3,13  |
| Bezděkov u Úsova                    | Bezděkov u Úsova              | Úsov              | 1,52  |
| Bludov                              | Bludov                        | Bludov            | 16,63 |
| Bohuslavice nad Moravou             | Bohuslavice                   | Bohuslavice       | 3,97  |
| Bohutín nad Moravou                 | Bohutín                       | Bohutín           | 2,25  |
| Branná u Šumperka                   | Branná                        | Branná            | 14,56 |
| Bratrušov                           | Bratrušov                     | Bratrušov         | 10,3  |
| Brníčko u Zábřeha                   | Brníčko                       | Brníčko           | 7,25  |
| Březenský Dvůr                      | Březná                        | Štíty             | 1,5   |
| Březná                              | Březná                        | Štíty             | 3,72  |
| Buková u Studené Loučky             | Studená Loučka                | Mohelnice         | 0,37  |
| Bukovice u Písařova                 | Bukovice                      | Písařov           | 3,85  |
| Bukovice u Velkých Losin            | Bukovice                      | Velké Losiny      | 7,03  |
| Bušín                               | Bušín                         | Bušín             | 6,46  |
| Bušín u Studené Loučky              | Studená Loučka                | Mohelnice         | 0,8   |
| Crhov                               | Crhov                         | Štíty             | 4,56  |
| Dlouhomilov                         | Dlouhomilov                   | Dlouhomilov       | 7,31  |
| Dolní Bohdíkov                      | Bohdíkov                      | Bohdíkov          | 9,27  |
| Dolní Bušínov                       | Dolní Bušínov                 | Zábřeh            | 1,9   |
| Dolní Libina                        | Dolní Libina                  | Libina            | 7,24  |
| Dolní Studénky                      | Dolní Studénky, Králec        | Dolní Studénky    | 8,52  |
| Dolní Temenice                      | Šumperk                       | Šumperk           | 6,35  |
| Doubravice nad Moravou              | Doubravice, Mitrovice         | Moravičany        | 4,72  |
| Drozdov                             | Drozdov                       | Drozdov           | 13,7  |
| Dubicko                             | Dubicko                       | Dubicko           | 7,83  |
| Filipov u Zábřeha                   | Nemile                        | Nemile            | 0,73  |
| Filipová                            | Filipová                      | Loučná nad Desnou | 2,36  |
| Habartice u Jindřichova             | Habartice                     | Jindřichov        | 9,34  |
| Hanušovice                          | Hanušovice                    | Hanušovice        | 14,01 |
| Hartíkov                            | Bušín                         | Bušín             | 2,13  |
| Heroltice u Štítů                   | Heroltice                     | Štíty             | 6,2   |
| Hněvkov                             | Hněvkov                       | Zábřeh            | 4,01  |
| Horní Libina                        | Libina                        | Libina            | 17,24 |
| Horní Studénky                      | Horní Studénky                | Horní Studénky    | 7,24  |
| Horní Temenice                      | Šumperk                       | Šumperk           | 8,09  |
| Hostice                             | Hostice                       | Ruda nad Moravou  | 6,11  |
| Hoštejn                             | Hoštejn                       | Hoštejn           | 1,83  |
| Hrabenov                            | Hrabenov                      | Ruda nad Moravou  | 6,22  |
| Hraběšice                           | Hraběšice                     | Hraběšice         | 6,17  |
| Hrabišín                            | Hrabišín                      | Hrabišín          | 13,84 |
| Hrabová u Dubicka                   | Hrabová                       | Hrabová           | 8,11  |
| Hynčice nad Moravou                 | Hynčice nad Moravou           | Hanušovice        | 4,86  |
| Hynčice pod Sušinou                 | Chrastice                     | Staré Město       | 4,33  |
| Hynčina                             | Hynčina                       | Hynčina           | 22,95 |
| Chrastice                           | Chrastice                     | Staré Město       | 9,74  |
| Chromeč                             | Chromeč                       | Chromeč           | 5,48  |
| Jakubovice u Šumperka               | Jakubovice                    | Jakubovice        | 7,92  |
| Janoslavice                         | Janoslavice                   | Rohle             | 7,4   |
| Janoušov                            | Janoušov                      | Janoušov          | 3,06  |
| Javoří u Maletína                   | Javoří                        | Maletín           | 3,22  |
| Jedlí                               | Jedlí                         | Jedlí             | 9,93  |
| Jestřebí u Zábřeha                  | Jestřebí                      | Jestřebí          | 2,49  |
| Jestřebíčko                         | Jestřebí                      | Jestřebí          | 2,04  |
| Kamenná                             | Kamenná                       | Kamenná           | 5,12  |
| Klášterec                           | Klášterec                     | Olšany            | 2,14  |
| Klepáčov                            | Klepáčov                      | Sobotín           | 2,25  |
| Klopina                             | Klopina                       | Klopina           | 5,18  |
| Kociánov                            | Kociánov, Loučná nad Desnou   | Loučná nad Desnou | 11,6  |
| Kolšov                              | Kolšov                        | Kolšov            | 3,81  |
| Komňátka                            | Komňátka                      | Bohdíkov          | 3,92  |
| Kopřivná                            | Kopřivná                      | Kopřivná          | 9,75  |
| Kosov                               | Kosov                         | Kosov             | 5,47  |
| Kouty nad Desnou                    | Kouty nad Desnou              | Loučná nad Desnou | 36,4  |
| Krásné u Šumperka                   | Hraběšice                     | Hraběšice         | 2,06  |
| Krchleby na Moravě                  | Krchleby                      | Krchleby          | 6,9   |
| Křemačov                            | Křemačov                      | Mohelnice         | 4,2   |
| Křivá Voda                          | Křivá Voda                    | Malá Morava       | 2,59  |
| Křižanov u Zábřeha                  | Dlouhá Ves, Křižanov          | Hynčina           | 2,5   |
| Kunčice pod Králickým Sněžníkem     | Kunčice                       | Staré Město       | 21,12 |
| Květín                              | Květín                        | Mohelnice         | 4,57  |
| Labe                                | Nové Losiny                   | Jindřichov        | 3,51  |
| Lechovice u Pavlova                 | Pavlov                        | Pavlov            | 2,18  |
| Lesnice                             | Lesnice                       | Lesnice           | 7,33  |
| Leština u Zábřeha                   | Leština                       | Leština           | 5,24  |
| Libivá                              | Libivá                        | Mohelnice         | 3,83  |
| Líšnice u Mohelnice                 | Líšnice                       | Líšnice           | 7,19  |
| Loštice                             | Loštice                       | Loštice           | 9,5   |
| Lukavice na Moravě                  | Lukavice                      | Lukavice          | 3,67  |
| Lupěné                              | Lupěné                        | Nemile            | 2,78  |
| Lužná u Hanušovic                   | Lužná                         | Kopřivná          | 2,1   |
| Malá Morava                         | Malá Morava                   | Malá Morava       | 9,52  |
| Malé Vrbno                          | Staré Město                   | Staré Město       | 1,27  |
| Maršíkov                            | Maršíkov                      | Velké Losiny      | 8,3   |
| Mírov                               | Mírov                         | Mírov             | 1,86  |
| Míroveček                           | Mírov                         | Mírov             | 6,02  |
| Mírovský Grunt                      | Mírov                         | Mírov             | 5,71  |
| Mladoňov u Oskavy                   | Mladoňov                      | Nový Malín        | 7,68  |
| Mohelnice                           | Mohelnice, Podolí             | Mohelnice         | 12,8  |
| Moravičany                          | Moravičany                    | Moravičany        | 7,43  |
| Mostkov                             | Mostkov                       | Oskava            | 4,54  |
| Nedvězí u Zábřeha                   | Nedvězí                       | Rohle             | 3,19  |
| Nemile                              | Nemile                        | Nemile            | 2,02  |
| Nemrlov                             | Oskava                        | Oskava            | 0,84  |
| Nová Seninka                        | Nová Seninka                  | Staré Město       | 9,32  |
| Nové Losiny                         | Nové Losiny                   | Jindřichov        | 23,03 |
| Nový Maletín                        | Nový Maletín                  | Maletín           | 0,98  |
| Nový Malín                          | Nový Malín, Plechy            | Nový Malín        | 19,64 |
| Obědné                              | Obědné                        | Libina            | 2,8   |
| Olšany nad Moravou                  | Olšany                        | Olšany            | 4,34  |
| Osikov                              | Osikov                        | Bratrušov         | 1,24  |
| Oskava                              | Oskava                        | Oskava            | 9,49  |
| Palonín                             | Palonín                       | Palonín           | 5,37  |
| Pavlov u Loštic                     | Pavlov                        | Pavlov            | 4,17  |
| Pekařov                             | Pusté Žibřidovice             | Jindřichov        | 3,38  |
| Petrov nad Desnou                   | Petrov nad Desnou             | Sobotín           | 12,09 |
| Písařov                             | Písařov                       | Písařov           | 15,01 |
| Pivonín                             | Pivonín                       | Zábřeh            | 3,62  |
| Pleče                               | Jindřichov                    | Jindřichov        | 2,92  |
| Pobučí                              | Pobučí                        | Jestřebí          | 4,16  |
| Podlesí-město                       | Podlesí                       | Malá Morava       | 4,66  |
| Podolí u Mohelnice                  | Podolí                        | Mohelnice         | 3,94  |
| Police                              | Police                        | Police            | 5,63  |
| Postřelmov                          | Postřelmov                    | Postřelmov        | 9,55  |
| Postřelmůvek                        | Postřelmůvek                  | Postřelmůvek      | 4,02  |
| Potůčník                            | Potůčník                      | Hanušovice        | 2,77  |
| Prameny u Žárové                    | Žárová                        | Velké Losiny      | 2,3   |
| Přemyslov                           | Přemyslov                     | Loučná nad Desnou | 15,99 |
| Pusté Žibřidovice                   | Jindřichov, Pusté Žibřidovice | Jindřichov        | 8,41  |
| Radnice                             | Radnice                       | Pavlov            | 3,55  |
| Radomilov                           | Radomilov                     | Ruda nad Moravou  | 1,85  |
| Rájec u Zábřeha                     | Rájec                         | Rájec             | 4,91  |
| Rapotín                             | Rapotín                       | Rapotín           | 14,04 |
| Raškov Dvůr                         | Raškov                        | Bohdíkov          | 1,58  |
| Raškov Ves                          | Raškov                        | Bohdíkov          | 11,46 |
| Rejhotice                           | Rejhotice                     | Loučná nad Desnou | 27,95 |
| Rejchartice u Šumperka              | Rejchartice                   | Rejchartice       | 6,81  |
| Rohle                               | Rohle                         | Rohle             | 7,96  |
| Rovensko                            | Rovensko                      | Rovensko          | 7,42  |
| Ruda nad Moravou                    | Ruda nad Moravou              | Ruda nad Moravou  | 3,8   |
| Rudoltice u Sobotína                | Rudoltice                     | Sobotín           | 17,58 |
| Řepová                              | Řepová                        | Mohelnice         | 5,29  |
| Sklená                              | Pusté Žibřidovice             | Jindřichov        | 1,12  |
| Sklené u Malé Moravy                | Sklené                        | Malá Morava       | 17,73 |
| Slavoňov u Lukavice                 | Slavoňov                      | Lukavice          | 5,57  |
| Sobotín                             | Sobotín                       | Sobotín           | 12,08 |
| Staré Město pod Králickým Sněžníkem | Staré Město                   | Staré Město       | 20,97 |
| Starý Maletín                       | Starý Maletín                 | Maletín           | 14,36 |
| Stavenice                           | Stavenice                     | Stavenice         | 6,48  |
| Strupšín                            | Strupšín                      | Brníčko           | 1,24  |
| Stříbrnice                          | Stříbrnice                    | Staré Město       | 9,25  |
| Studená Loučka                      | Studená Loučka                | Mohelnice         | 6,86  |
| Sudkov                              | Sudkov                        | Sudkov            | 4,94  |
| Svébohov                            | Svébohov                      | Svébohov          | 6,14  |
| Svinov u Pavlova                    | Pavlov                        | Pavlov            | 7,57  |
| Šléglov                             | Šléglov                       | Šléglov           | 7,17  |
| Štědrákova Lhota                    | Štědrákova Lhota              | Ruda nad Moravou  | 4,93  |
| Štíty Hamerské                      | Štíty                         | Štíty             | 1,02  |
| Štíty-město                         | Štíty                         | Štíty             | 12,93 |
| Šumperk                             | Šumperk                       | Šumperk           | 13,47 |
| Třemešek                            | Třemešek                      | Oskava            | 14,97 |
| Třeština                            | Třeština                      | Třeština          | 5,43  |
| Újezd u Mohelnice                   | Újezd                         | Mohelnice         | 3,56  |
| Úsov-město                          | Úsov                          | Úsov              | 7,76  |
| Úsov-Židovská obec                  | Úsov                          | Úsov              | 0,03  |
| Vacetín                             | Veselí                        | Pavlov            | 1,18  |
| Václavov u Oskavy                   | Oskava                        | Oskava            | 4,19  |
| Václavov u Zábřeha                  | Václavov                      | Zábřeh            | 4,88  |
| Veleboř                             | Veleboř                       | Klopina           | 7,77  |
| Velké Losiny                        | Ludvíkov, Velké Losiny        | Velké Losiny      | 21,26 |
| Velké Vrbno                         | Staré Město                   | Staré Město       | 10,31 |
| Vernířovice u Sobotína              | Vernířovice                   | Vernířovice       | 33,3  |
| Veselí u Mohelnice                  | Veselí                        | Pavlov            | 4,83  |
| Vikantice                           | Vikantice                     | Vikantice         | 10,04 |
| Vikýřovice                          | Vikýřovice                    | Vikýřovice        | 11,75 |
| Vlachov                             | Vlachov                       | Lukavice          | 1,97  |
| Vlaské                              | Vlaské                        | Malá Morava       | 4,8   |
| Vojtíškov                           | Vojtíškov                     | Malá Morava       | 6,99  |
| Vysoká u Malé Moravy                | Vysoká                        | Malá Morava       | 3,2   |
| Vysoké Žibřidovice                  | Vysoké Žibřidovice            | Hanušovice        | 8,98  |
| Vysoký Potok                        | Vysoký Potok                  | Malá Morava       | 15,8  |
| Vyšehorky                           | Vyšehorky                     | Líšnice           | 2,55  |
| Vyšehoří                            | Vyšehoří                      | Vyšehoří          | 3,47  |
| Zábřeh na Moravě                    | Zábřeh                        | Zábřeh            | 20,18 |
| Zavadilka                           | Pavlov                        | Pavlov            | 0,57  |
| Zborov na Moravě                    | Zborov                        | Zborov            | 3,16  |
| Zlatý Potok                         | Zlatý Potok                   | Malá Morava       | 2,97  |
| Zvole u Zábřeha                     | Zvole                         | Zvole             | 6,58  |
| Žádlovice                           | Žádlovice                     | Loštice           | 2,5   |
| Žárová                              | Žárová                        | Velké Losiny      | 7,61  |
| Žleb                                | Žleb                          | Hanušovice        | 6,21  |

Celková výměra 1313,1 km2